# Zusatzweiterbildung Flugmedizin
Die Zusatzweiterbildung Flugmedizin ist eine in der Musterweiterbildungsordnung der deutschen Bundesärztekammer von 2018 (MWBO) aufgeführte Zusatzweiterbildung im Bereich Flugmedizin für Fachärzte in einem Gebiet der unmittelbaren Patientenversorgung.

## Definition
Die Zusatzweiterbildung Flugmedizin umfasst in Ergänzung zu einer Facharztkompetenz die Luft- und Raumfahrtmedizin einschließlich der physikalischen und medizinischen Besonderheiten des Aufenthaltes im Luft- und Weltraum sowie die psycho-physiologischen Anforderungen an das fliegende Personal einschließlich der Patienten im Lufttransport, der Passagiere sowie der Fluglotsen.

## Mindestanforderung
Um die Bezeichnung Flugmedizin führen zu dürfen, müssen Ärzte
- über die Facharztanerkennung in einem Gebiet der unmittelbaren Patientenversorgung verfügen und
- einen Weiterbildungskurs in Flugmedizin mit einem Umfang von 180 Stunden absolviert haben[2]

sowie
- über Kenntnisse, Erfahrungen und Fertigkeiten in Flugmedizin gemäß den in der Weiterbildungsordnung festgelegten Weiterbildungsinhalten verfügen.[1]

Bei der Anmeldung zur Weiterbildungsprüfung müssen der zuständigen Ärztekammer sämtliche Nachweise über die erfüllten Mindestanforderungen vorgelegt werden. Dazu gehören auch die Logbuch-Dokumentationen über alle durch die MWBO vorgegebenen Inhalte der Weiterbildung.

## Inhalte der Weiterbildung
Zur Weiterbildungsprüfung muss man darlegen können, dass man Kenntnisse, Erfahrungen und Fertigkeiten unter anderem in folgenden Bereichen erlangt hat:
- Übergreifende Inhalte der Zusatz-Weiterbildung Flugmedizin
  - Luftrecht und andere für die Luft- und Raumfahrtmedizin relevante nationale und internationale Rechtsvorschriften
  - Medizinische Anforderungen an fliegendes Personal und Fluglotsen
  - Grenzen und Möglichkeiten der Verbesserung des menschlichen Leistungsvermögens
- Luft- und Raumfahrtphysiologie
  - Untersuchungstechniken einschließlich deren Anpassung an die Umgebungsbedingungen
  - Besondere Aspekte der Höhenphysiologie, z. B. Hypoxie
  - Mitwirkung an einer Sauerstoffmangeldemonstration
  - Weltraumphysiologie
  - Beschleunigungsphysiologie
  - Besondere Aspekte der Sinnesphysiologie, z. B. Sinnestäuschungen
  - Mitwirkung an einer Desorientierungsdemonstration oder Desorientierungssimulation
- Flugpsychologie
  - Prinzipien der Informationsverarbeitung und Kommunikation
  - Strategien zur Reduzierung menschlicher Fehler und ihrer Auswirkungen
  - Ursachen und Therapieoptionen der Flugangst
  - Grundlagen des Crew Ressource Managements(CRM)
  - Gesprächsführung in Krisensituationen, z. B. Critical Incidence Stress Management (CISM)
- Flugmedizinische Untersuchung
  - Beurteilung der Leistungsfähigkeit und der fliegerischen Eignung sowie Fliegertauglichkeit
  - Flugmedizinisch relevante Wirkungen und Nebenwirkungen häufig verordneter Medikamente
  - Einfluss von Alkohol, Drogen und sonstigen psychoaktiven Stoffen
  - Indikationsstellung zur weiterführenden Behandlung bei Sucht und Abhängigke
- Tropen- und reisemedizinische Aspekte der Flugmedizin
  - Flugmedizinische Beratung von Fernreisenden einschließlich des Flugpersonals über Malariaprophylaxe, Einreisebestimmungen, Hygiene- und Prophylaxemaßnahmen und Medikamentenanpassung bei Zeitverschiebung
- Maßnahmen bei Pandemien, z. B. Desinfektion im Luftfahrzeug
  - Beurteilung der Flug- und Reisetauglichkeit, insbesondere bei Vorerkrankungen und nach Operationen
- Medizinische Zwischenfälle an Bord
  - Medizinische Versorgungsmöglichkeiten an Bord von Luftfahrzeugen
  - Medizinische Bordausrüstung
  - Erste-Hilfe-Maßnahmen mit Bordmitteln unter Berücksichtigung der Besonderheiten an Bord
- Lufttransport Verletzter und Kranker
- Arbeitsmedizinische Aspekte der Flugmedizin, unter anderem Arbeitsplatz-Begehung von Fluglotsen

Die Inhalte der Musterweiterbildungsordnung sind allerdings nur eine Empfehlung für die rechtsverbindlichen Weiterbildungsordnungen der Landesärztekammern, die hiervon abweichende Regelungen treffen können.